# Лар-Хані
Лар-Хані (перс. لارخاني) — село в Ірані, у дегестані Дейламан, у бахші Дейламан, шагрестані Сіяхкаль остану Ґілян. У переписі 2006 року вказане як окремий населений пункт, але без відомостей про чисельність населення.

## Клімат
Середня річна температура становить 10,28 °C, середня максимальна – 25,39 °C, а середня мінімальна – -6,73 °C. Середня річна кількість опадів – 440 мм.
| Клімат поселення                              | Клімат поселення | Клімат поселення | Клімат поселення | Клімат поселення | Клімат поселення | Клімат поселення | Клімат поселення | Клімат поселення | Клімат поселення | Клімат поселення | Клімат поселення | Клімат поселення | Клімат поселення |
| Показник                                      | Січ.             | Лют.             | Бер.             | Квіт.            | Трав.            | Черв.            | Лип.             | Серп.            | Вер.             | Жовт.            | Лист.            | Груд.            |                  |
| Середній максимум, °C                         | 5,04             | 5,53             | 7,75             | 14,18            | 19,90            | 24,05            | 25,39            | 25,24            | 21,37            | 18,34            | 11,41            | 6,19             |                  |
| Середня температура, °C                       | −0,84            | −0,34            | 1,88             | 8,30             | 14,01            | 18,17            | 21,10            | 20,97            | 17,08            | 14,06            | 7,11             | 1,89             |                  |
| Середній мінімум, °C                          | −6,73            | −6,23            | −4               | 2,42             | 8,14             | 12,28            | 16,81            | 16,66            | 12,77            | 9,77             | 2,82             | −2,39            |                  |
| Норма опадів, мм                              | 37               | 38               | 64               | 54               | 37               | 15               | 14               | 13               | 23               | 45               | 48               | 52               |                  |
| Середньомісячна швидкість вітру, м/с          | 2.03             | 2.51             | 2.62             | 2.78             | 2.31             | 2.02             | 2.12             | 2.01             | 1.80             | 1.91             | 2.16             | 2.03             |                  |
| Середньомісячна сонячна радіація, кДж/м²·день | 7595             | 9995             | 12347            | 16466            | 20261            | 22654            | 22863            | 19892            | 16681            | 12044            | 9198             | 7272             |                  |
| --------------------------------------------- | ---------------- | ---------------- | ---------------- | ---------------- | ---------------- | ---------------- | ---------------- | ---------------- | ---------------- | ---------------- | ---------------- | ---------------- | ---------------- |
| Джерело:                                      |                  |                  |                  |                  |                  |                  |                  |                  |                  |                  |                  |                  |                  |